# King Kong Bundy
Chris Pallies, bedre kendt under ringnavnet King Kong Bundy, (født 7. november 1957, død 4. marts 2019) var en amerikansk wrestler, stand-up-komiker og skuespiller. I løbet af sin karriere vandt han bl.a. AWA World Heavyweight Championship én gang og en række andre sværvægtstitler.
King Kong Bundy, der i sin storhedstid vejede 212 kg, er mest kendt for sine VM-titelkampe mod den regerende verdensmester Hulk Hogan i 1986 i World Wrestling Federation. De to mødtes bl.a. i en Steel Cage Match i WWF's WrestleMania 2's main event, hvor Hogan vandt. Bundy wrestlede i World Wrestling Federation indtil 1988. Han forsøgte at gøre comeback i 1996, men han formåede ikke at opnå lige så stor succes. Han er krediteret for at være inspiration til Bundy-familiens navn i den amerikanske tv-serie Married... with Children (Vore værste år), hvor han også har medvirket i nogle episoder.